# Boy George/Diskografie
Diese Diskografie ist eine Übersicht über die musikalischen Werke des britischen Sängers Boy George. Den Schallplattenauszeichnungen zufolge hat er bisher mehr als 560.000 Tonträger verkauft, davon alleine in seiner Heimat über 460.000. Seine erfolgreichste Veröffentlichung ist die Single Everything I Own mit über 200.000 verkauften Einheiten.

## Alben

### Studioalben
| Jahr | Titel                                        | Höchstplatzierung, Gesamtwochen, AuszeichnungChartplatzierungen (Jahr, Titel, Platzierungen, Wochen, Auszeichnungen, Anmerkungen) | Höchstplatzierung, Gesamtwochen, AuszeichnungChartplatzierungen (Jahr, Titel, Platzierungen, Wochen, Auszeichnungen, Anmerkungen) | Höchstplatzierung, Gesamtwochen, AuszeichnungChartplatzierungen (Jahr, Titel, Platzierungen, Wochen, Auszeichnungen, Anmerkungen) | Höchstplatzierung, Gesamtwochen, AuszeichnungChartplatzierungen (Jahr, Titel, Platzierungen, Wochen, Auszeichnungen, Anmerkungen) | Höchstplatzierung, Gesamtwochen, AuszeichnungChartplatzierungen (Jahr, Titel, Platzierungen, Wochen, Auszeichnungen, Anmerkungen) | Höchstplatzierung, Gesamtwochen, AuszeichnungChartplatzierungen (Jahr, Titel, Platzierungen, Wochen, Auszeichnungen, Anmerkungen) | Anmerkungen                                                                                     |
| Jahr | Titel                                        | DE | AT | CH | UK | US | R&B | Anmerkungen                                                                                     |
| ---- | -------------------------------------------- | --- | --- | --- | --- | --- | --- | ----------------------------------------------------------------------------------------------- |
| 1987 | Sold                                         | — | — | CH15 (2 Wo.)CH | UK29 Silber · (6 Wo.)UK | US145 (5 Wo.)US | — | Erstveröffentlichung: 15. Juni 1987 Produzenten: Stewart Levine, Glen Skinner Verkäufe + 60.000 |
| 1988 | Tense Nervous Headache                       | — | — | — | — | — | — | Erstveröffentlichung: 1988                                                                      |
| 1989 | Boyfriend                                    | — | — | — | — | — | — | Erstveröffentlichung: 21. Juli 1989                                                             |
| 1990 | The Martyr Mantras                           | DE44 (10 Wo.)DE | AT13 (12 Wo.)AT | — | UK60 (1 Wo.)UK | — | — | Erstveröffentlichung: 1. April 1991 in einigen Ländern unter Jesus Loves You erschienen         |
| 1995 | Cheapness and Beauty                         | — | — | — | UK44 (1 Wo.)UK | — | — | Erstveröffentlichung: 22. Mai 1995 Produzenten: Jessica Corcoran, John Themis                   |
| 1999 | The Unrecoupable One Man Bandit (Volume One) | — | — | — | — | — | — | Erstveröffentlichung: 1999                                                                      |
| 2002 | U Can Never B2 Straight                      | — | — | — | — | — | — | Erstveröffentlichung: 19. September 2002                                                        |
| 2010 | Ordinary Alien: The Kinky Roland Files       | — | — | — | — | — | — | Erstveröffentlichung: 8. Oktober 2010                                                           |
| 2013 | This Is What I Do                            | DE56 (1 Wo.)DE | AT61 (1 Wo.)AT | — | UK33 (2 Wo.)UK | — | — | Erstveröffentlichung: 28. Oktober 2013 Produzenten: Richie Stevens, John Themis                 |
| 2020 | This Is What I Dub Vol 1                     | — | — | — | — | — | — | Erstveröffentlichung: 6. April 2020                                                             |
| 2025 | SE18                                         | — | — | — | — | — | — | Erstveröffentlichung: 21. Juni 2025                                                             |

### Kompilationen
| Jahr | Titel                  | Höchstplatzierung, Gesamtwochen, AuszeichnungChartplatzierungen (Jahr, Titel, Platzierungen, Wochen, Auszeichnungen, Anmerkungen) | Höchstplatzierung, Gesamtwochen, AuszeichnungChartplatzierungen (Jahr, Titel, Platzierungen, Wochen, Auszeichnungen, Anmerkungen) | Höchstplatzierung, Gesamtwochen, AuszeichnungChartplatzierungen (Jahr, Titel, Platzierungen, Wochen, Auszeichnungen, Anmerkungen) | Höchstplatzierung, Gesamtwochen, AuszeichnungChartplatzierungen (Jahr, Titel, Platzierungen, Wochen, Auszeichnungen, Anmerkungen) | Höchstplatzierung, Gesamtwochen, AuszeichnungChartplatzierungen (Jahr, Titel, Platzierungen, Wochen, Auszeichnungen, Anmerkungen) | Höchstplatzierung, Gesamtwochen, AuszeichnungChartplatzierungen (Jahr, Titel, Platzierungen, Wochen, Auszeichnungen, Anmerkungen) | Anmerkungen                                                                                            |
| Jahr | Titel                  | DE | AT | CH | UK | US | R&B | Anmerkungen                                                                                            |
| ---- | ---------------------- | --- | --- | --- | --- | --- | --- | --- |
| 1989 | High Hat               | — | — | — | — | US126 (11 Wo.)US | R&B34 (20 Wo.)R&B | Erstveröffentlichung: März 1989                                                                        |
| 1992 | Spin Dazzle            | — | AT36 (1 Wo.)AT | — | — | — | — | Erstveröffentlichung: Juli 1992 mit Culture Club                                                       |
| 1993 | At Worst … The Best Of | — | — | — | UK24 Gold · (6 Wo.)UK | US169 (3 Wo.)US | — | Erstveröffentlichung: 2. November 1993 Boy George, Jesus Loves You und Culture Club Verkäufe + 200.000 |

Weitere Kompilationen
- 2000: Culture Club & Boy George (mit Culture Club)
- 2001: Lucky for Some: A More Protein Compilation (2 CDs)
- 2002: Classic Masters: Boy George

### EPs
| Jahr | Titel                      | Höchstplatzierung, Gesamtwochen, AuszeichnungChartplatzierungen (Jahr, Titel, Platzierungen, Wochen, Auszeichnungen, Anmerkungen) | Höchstplatzierung, Gesamtwochen, AuszeichnungChartplatzierungen (Jahr, Titel, Platzierungen, Wochen, Auszeichnungen, Anmerkungen) | Höchstplatzierung, Gesamtwochen, AuszeichnungChartplatzierungen (Jahr, Titel, Platzierungen, Wochen, Auszeichnungen, Anmerkungen) | Höchstplatzierung, Gesamtwochen, AuszeichnungChartplatzierungen (Jahr, Titel, Platzierungen, Wochen, Auszeichnungen, Anmerkungen) | Höchstplatzierung, Gesamtwochen, AuszeichnungChartplatzierungen (Jahr, Titel, Platzierungen, Wochen, Auszeichnungen, Anmerkungen) | Höchstplatzierung, Gesamtwochen, AuszeichnungChartplatzierungen (Jahr, Titel, Platzierungen, Wochen, Auszeichnungen, Anmerkungen) | Anmerkungen                                                                         |
| Jahr | Titel                      | DE | AT | CH | UK | US | R&B | Anmerkungen                                                                         |
| ---- | -------------------------- | --- | --- | --- | --- | --- | --- | ----------------------------------------------------------------------------------- |
| 1994 | The Devil in Sister George | — | — | — | UK26 (2 Wo.)UK | — | — | Erstveröffentlichung: 28. Februar 1994 Boy George, Jesus Loves You und Culture Club |

Weitere EPs
- 2005: Straight
- 2007: Boy George & Kinky Roland EP (mit Kinky Roland)

## Singles

### Als Leadmusiker
| Jahr | Titel Album                                  | Höchstplatzierung, Gesamtwochen, AuszeichnungChartplatzierungen (Jahr, Titel, Album, Platzierungen, Wochen, Auszeichnungen, Anmerkungen) | Höchstplatzierung, Gesamtwochen, AuszeichnungChartplatzierungen (Jahr, Titel, Album, Platzierungen, Wochen, Auszeichnungen, Anmerkungen) | Höchstplatzierung, Gesamtwochen, AuszeichnungChartplatzierungen (Jahr, Titel, Album, Platzierungen, Wochen, Auszeichnungen, Anmerkungen) | Höchstplatzierung, Gesamtwochen, AuszeichnungChartplatzierungen (Jahr, Titel, Album, Platzierungen, Wochen, Auszeichnungen, Anmerkungen) | Höchstplatzierung, Gesamtwochen, AuszeichnungChartplatzierungen (Jahr, Titel, Album, Platzierungen, Wochen, Auszeichnungen, Anmerkungen) | Höchstplatzierung, Gesamtwochen, AuszeichnungChartplatzierungen (Jahr, Titel, Album, Platzierungen, Wochen, Auszeichnungen, Anmerkungen) | Höchstplatzierung, Gesamtwochen, AuszeichnungChartplatzierungen (Jahr, Titel, Album, Platzierungen, Wochen, Auszeichnungen, Anmerkungen) | Anmerkungen |
| Jahr | Titel Album                                  | DE | AT | CH | UK | US | R&B | Dance | Anmerkungen |
| ---- | -------------------------------------------- | --- | --- | --- | --- | --- | --- | --- | --- |
| 1987 | Everything I Own Sold                        | DE8 (13 Wo.)DE | AT10 (16 Wo.)AT | CH8 (11 Wo.)CH | UK1 Silber · (9 Wo.)UK | — | — | Dance45 (2 Wo.)Dance | Erstveröffentlichung: 23. Februar 1987 Autor: David Gates Original: Bread, 1972 Verkäufe + 200.000                                      |
| 1987 | Keep Me in Mind Sold                         | DE55 (4 Wo.)DE | — | — | UK29 (5 Wo.)UK | — | — | — | Erstveröffentlichung: 25. Mai 1985 Autoren: George O’Dowd, Glenn Nightingale, Jocelyn Brown                                             |
| 1987 | Sold                                         | — | — | — | UK24 (5 Wo.)UK | — | — | — | Erstveröffentlichung: 6. Juli 1987 Autoren: George O’Dowd, Lamont Dozier, Vic Martin                                                    |
| 1987 | To Be Reborn Sold                            | — | — | — | UK13 (7 Wo.)UK | — | — | — | Erstveröffentlichung: 9. November 1987 Autoren: George O’Dowd, Lamont Dozier                                                            |
| 1987 | Live My Life Hiding Out (Soundtrack)         | — | — | — | UK62 (3 Wo.)UK | US40 (12 Wo.)US | R&B21 (13 Wo.)R&B | Dance14 (11 Wo.)Dance | Erstveröffentlichung: Dezember 1987 vom Soundtrack des Films Hiding Out Autor: Danny Sembello                                           |
| 1988 | No Clause 28 Boyfriend                       | — | — | — | UK57 (3 Wo.)UK | — | — | — | Erstveröffentlichung: 6. Juni 1988 Rap: MC L Dog Autoren: George O’Dowd, Glenn Nightingale, Ian Maidman, Richie Stevens, Steve Fletcher |
| 1988 | Don’t Cry Tense Nervous Headache             | — | — | — | UK60 (3 Wo.)UK | — | — | — | Erstveröffentlichung: 26. September 1988 Autoren: Bobby Z., George O’Dowd, Ian Maidman                                                  |
| 1989 | Don’t Take My Mind on a Trip Boyfriend       | — | — | — | UK68 (3 Wo.)UK | — | R&B5 (17 Wo.)R&B | Dance26 (5 Wo.)Dance | Erstveröffentlichung: Januar 1989 Autoren: Gene Griffin, George O’Dowd, Vlad Naslas                                                     |
| 1989 | You Found Another Guy Boyfriend              | — | — | — | — | — | R&B34 (9 Wo.)R&B | — | Erstveröffentlichung: Juni 1989 Autoren: Bernard Belle, Gene Griffin, Ross Middleton                                                    |
| 1992 | The Crying Game The Crying Game (Soundtrack) | DE68 (8 Wo.)DE | — | — | UK22 (4 Wo.)UK | US15 (17 Wo.)US | — | — | Erstveröffentlichung: 7. September 1992 vom Soundtrack des Films The Crying Game Autor: Geoff Stephens Original: Dave Berry, 1964       |
| 1995 | Funtime Cheapness and Beauty                 | — | — | — | UK45 (2 Wo.)UK | — | — | — | Erstveröffentlichung: 20. März 1995 Autoren: David Bowie, Iggy Pop Original: Iggy Pop, 1977                                             |
| 1995 | Il Adore Cheapness and Beauty                | — | — | — | UK50 (3 Wo.)UK | — | — | — | Erstveröffentlichung: 19. Juni 1995 Autoren: George O’Dowd, John Themis                                                                 |
| 1995 | Same Thing in Reverse Cheapness and Beauty   | — | — | — | UK56 (2 Wo.)UK | — | — | Dance18 (11 Wo.)Dance | Erstveröffentlichung: 9. Oktober 1995 Autoren: George O’Dowd, John Themis                                                               |

Weitere Singles
- 1988: Something Strange Called Love
- 1989: Whether They Like It or Not
- 1989: Whisper
- 1992: Culture Club Megamix (mit Culture Club)
- 1996: Sad / Satan’s Butterfly Ball
- 1996: Love Is Leaving
- 1997: When Will You Learn
- 2000: La barque (mit A Filetta und Bruno Coulais)
- 2002: Auto-Erotic (mit Dark Globe)
- 2007: You’re Not the One (mit Loverush UK!)
- 2007: Time Machine (mit Amanda Ghost)
- 2007: Tumble for You (DJ MezzoForte presents Boy George und Culture Club)
- 2008: Yes We Can
- 2008: Generations of Love 2008 (Phunk Investigation vs. Boy George)
- 2009: White Xmas
- 2010: Amazing Grace
- 2011: Turn 2 Dust
- 2011: King of Queens (limitierte Box)
- 2011: Don’t Take the Night (Boy George und Marc Vedo feat. Drew Jaymson)
- 2012: Kalino Mome (Boy George und Marc Vedo feat. Desi Slave)
- 2013: My God
- 2013: Love & Danger
- 2013: King of Everything
- 2014: You Cannot Be Saved (mit Marc Vedo)
- 2014: Nice and Slow

### Als Gastmusiker
| Jahr | Titel Album                             | Höchstplatzierung, Gesamtwochen, AuszeichnungChartplatzierungen (Jahr, Titel, Album, Platzierungen, Wochen, Auszeichnungen, Anmerkungen) | Höchstplatzierung, Gesamtwochen, AuszeichnungChartplatzierungen (Jahr, Titel, Album, Platzierungen, Wochen, Auszeichnungen, Anmerkungen) | Höchstplatzierung, Gesamtwochen, AuszeichnungChartplatzierungen (Jahr, Titel, Album, Platzierungen, Wochen, Auszeichnungen, Anmerkungen) | Höchstplatzierung, Gesamtwochen, AuszeichnungChartplatzierungen (Jahr, Titel, Album, Platzierungen, Wochen, Auszeichnungen, Anmerkungen) | Höchstplatzierung, Gesamtwochen, AuszeichnungChartplatzierungen (Jahr, Titel, Album, Platzierungen, Wochen, Auszeichnungen, Anmerkungen) | Höchstplatzierung, Gesamtwochen, AuszeichnungChartplatzierungen (Jahr, Titel, Album, Platzierungen, Wochen, Auszeichnungen, Anmerkungen) | Höchstplatzierung, Gesamtwochen, AuszeichnungChartplatzierungen (Jahr, Titel, Album, Platzierungen, Wochen, Auszeichnungen, Anmerkungen) | Anmerkungen |
| Jahr | Titel Album                             | DE | AT | CH | UK | US | R&B | Dance | Anmerkungen |
| ---- | --------------------------------------- | --- | --- | --- | --- | --- | --- | --- | --- |
| 1993 | More Than Likely At Worst … The Best Of | — | — | — | UK40 (3 Wo.)UK | — | — | — | Erstveröffentlichung: 31. Mai 1993 P. M. Dawn feat. Boy George Autor: Attrell Stephen Cordes Jr. |
| 2002 | Run S4! Sash!                           | DE48 (7 Wo.)DE | — | CH98 (3 Wo.)CH | — | — | — | — | Erstveröffentlichung: Oktober 2002 Sash! feat. Boy George Musik: Ralf Kappmeier, Sascha Lappessen, Thomas Alisson; Text: Boy George |
| 2005 | You Are My Sister I Am a Bird Now       | — | — | — | UK39 (4 Wo.)UK | — | — | — | Erstveröffentlichung: 25. Oktober 2005 Antony and the Johnsons feat. Boy George Autor: Antony Hegarty |
| 2010 | Somebody to Love Me Record Collection   | — | — | — | UK55 (1 Wo.)UK | — | — | — | Erstveröffentlichung: 26. November 2010 Mark Ronson & the Business Intl feat. Andrew Wyatt und Boy George Autoren: Andrew Wyatt, Anthony Rossomando, Cathy Dennis, Jason Sellards, Keinan Warsame, Mark Greenwald, Mark Ronson, Nick Movshon |

Weitere Gastbeiträge
- 1994: Human Beings (Gaurangi feat. Boy George)
- 1997: Police and Thieves (Dubversive feat. Boy George und Mica Paris)
- 2003: Psychology of the Dreamer (Eddie Lock feat. Boy George)
- 2003: Out of Fashion (Hi-Gate feat. Boy George)
- 2005: Love Your Brother (Jesus Loves You feat. Boy George)
- 2007: Atoms (Remixes) (Dark Globe feat. Boy George)
- 2009: American Heart (Bliss feat. Boy George)
- 2010: Pentonville Blues (Glide & Swerve feat. Boy George)
- 2010: Take Us to the Disco (Bylli Crayone feat. Boy George)
- 2012: Happy (DJ Yoda feat. A Boy Called George)
- 2013: I Wanna Be Your Dog (British Electric Foundation feat. Boy George)
- 2013: Coming Home (Dharma Protocol feat. Boy George)
- 2013: These Gods Will Fall (Federico Scavo und Marc Vedo feat. Boy George und John Gibbons)

## Videoalben
- 1987: Sold
- 1992: The Crying Game
- 1993: Everything I Own
- 1995: Video 3-Pack
- 1999: When Will You Learn
- 2000: Have You Seen This Boy?
- 2013: King of Everything
- 2014: My God

## Sonderveröffentlichungen

### DJ-Mixe
- 1995: Poptartz (mit Mark Moore, Al Mackenzie, Sister Bliss; 4 CDs)
- 1995: The Annual (mit Pete Tong)
- 1996: The Annual II (mit Pete Tong)
- 1996: Dance Nation (mit Pete Tong; 2 CDs)
- 1996: Dance Nation Part Two (mit Pete Tong)
- 1997: The Annual III (mit Pete Tong)
- 1997: Dance Nation 4 (mit Pete Tong; 2 CDs)
- 1998: Dance Nation 5 (mit Pete Tong; UK: Gold)
- 1998: The Annual IV (mit Judge Jules; 2 CDs)
- 1998: The Ibiza Annual (mit Judge Jules)
- 1999: Galaxy Mix
- 1999: Galaxy Weekend (mit Allister Whitehead; 2 CDs)
- 2000: Ministry of Sound: The Annual 1999–2000 (mit Tom Novy)
- 2000: Essential Mix – Mixed by Boy George
- 2001: BoyGeorgeDj.com (2 CDs)
- 2002: Something Old, Something New (2 CDs)
- 2002: A Night In with Boy George – A Chillout Mix
- 2002: A Night Out with Boy George
- 2002: In & Out with Boy George – A DJ Mix
- 2010: The Very Good Mix (mit Marc Vedo)
- 2012: The Deep in Tweets Mix (mit Marc Vedo)

### Interviewsingles
- 1985: The Smash Hits Interviews: Number Three
- 1987: Boy George Speaks! – Exclusive Boy George Interview

## Statistik

### Chartauswertung
|                     | DE    | AT    | CH    | UK    | US    | R&B     |
| ------------------- | ----- | ----- | ----- | ----- | ----- | ------- |
| Nummer-eins-Alben   | DE—DE | AT—AT | CH—CH | UK—UK | US—US | R&B—R&B |
| Top-10-Alben        | DE—DE | AT—AT | CH—CH | UK—UK | US—US | R&B—R&B |
| Alben in den Charts | DE2DE | AT3AT | CH1CH | UK6UK | US3US | R&B1R&B |

|                       | DE    | AT    | CH    | UK     | US    | R&B     | Dance       |
| --------------------- | ----- | ----- | ----- | ------ | ----- | ------- | ----------- |
| Nummer-eins-Singles   | DE—DE | AT—AT | CH—CH | UK1UK  | US—US | R&B—R&B | Dance—Dance |
| Top-10-Singles        | DE1DE | AT1AT | CH1CH | UK1UK  | US—US | R&B1R&B | Dance3Dance |
| Singles in den Charts | DE4DE | AT1AT | CH2CH | UK15UK | US2US | R&B3R&B | Dance4Dance |

### Auszeichnungen für Musikverkäufe
| Goldene Schallplatte - Frankreich - 1994: für das Album At Worst … The Best Of |

Anmerkung: Auszeichnungen in Ländern aus den Charttabellen bzw. Chartboxen sind in ebendiesen zu finden.
| Land/RegionAuszeichnungen für Musikverkäufe (Land/Region, Auszeichnungen, Verkäufe, Quellen) | Silber     | Gold     | Platin | Verkäufe | Quellen         |
| -------------------------------------------------------------------------------------------- | ---------- | -------- | ------ | -------- | --------------- |
| Frankreich (SNEP)                                                                            | —          | Gold1    | —      | 100.000  | snepmusique.com |
| Vereinigtes Königreich (BPI)                                                                 | 2× Silber2 | 2× Gold2 | —      | 460.000  | bpi.co.uk       |
| Insgesamt                                                                                    | 2× Silber2 | 3× Gold3 | —      |          |                 |